# Fronte di Liberazione Nazionale Moro

Bandiera del Moro National Liberation Front

Il Moro National Liberation Front (MNLF) è un'organizzazione politica il cui obiettivo è la secessione dalle Filippine e la creazione di uno Stato islamico che copre le Isole Sulu, Mindanao occidentale e Palawan.
È accreditata dal 1977 dall'Organizzazione della Conferenza Islamica, che le permette di rappresentare l'etnia Moro con uno status di osservatore. Attualmente il gruppo è il partito di governo della regione autonoma musulmana nel Mindanao (Regione Autonoma nel Mindanao Musulmano creata nel 1989).